# Antoinette Meyer
Antoinette Josefa Clara Molitor-Meyer, švicarska alpska smučarka, * 19. junij 1920, Hospental, † 19. julij 2010, Thun.
Svoj največji uspeh kariere je dosegla na Olimpijskih igrah 1948, ko je postala olimpijska podprvakinja v slalomu, tekma je štela tudi za svetovno prvenstvo, nastopila je tudi v smuku in zasedla enajsto mesto. Štirikrat je postala švicarska državna prvakinja v alpskem smučanju, dvakrat v slalomu ter po enkrat v smuku in kombinaciji.
Njen mož je bil alpski smučar Karl Molitor.